# Rangamati (zila)
Rangamati (en bengalí: রাঙ্গামাটি পার্বত্য জেলা) es un zila o distrito de Bangladés que forma parte de la división de Chittagong.
Comprende 10 upazilas en una superficie territorial de 5341	 km² : Baghaichhari, Barkal, Kawkhali, Belaichhari, Kaptai, Juraichhari, Langadu, Nannerchar, Rajasthali, Rangapani y Rangamati sadar.
La capital es la ciudad de Rangamati.

## Upazilas con población en marzo de 2011[2]
- Baghaichhari 96,899
- Barkal 47,523
- Belaichhari 28,525
- Juraichhari 27,786
- Kaptai 59,693
- Kawkhali 59,578
- Langadu 81,548
- Naniarchar 43,616
- Rajasthali 26,083
- Rangamati Sadar 124,728

## Demografía
Según estimación 2010 contaba con una población total de 638.911 habitantes.